# 林仙兒
林仙兒，知名小說家古龍筆下之虛構武林人物，小說《多情劍客無情劍》中的主要角色。

## 簡介
絕色美女，體態銷魂，聲音嬌柔。林利用美色在武林掀起多番腥風血雨，藉以建立權勢。阿飛鍾情林仙兒，險毀於其手。小說接近終結時，林幡然悔悟，欲重投阿飛懷抱，被絕情拒絕；最終自暴自棄，淪落風塵，縱情慾海，年華老去。

## 私生活
百曉生《兵器譜》中多名武林高手，包括上官金虹、荊無命、郭嵩陽、呂鳳先、伊哭，皆與林仙兒有性關係。根據古龍另一本小說《九月鷹飛》，林仙兒與上官金虹有一女兒上官小仙。